# 1. Panzergrenadierdivision (Bundesheer)
Die 1. Panzergrenadierdivision war eine von zwei Divisionen (daneben existierte die Fliegerdivision, eine ursprünglich geplante Jägerdivision wurde nie aufgestellt) des österreichischen Bundesheeres. Der Divisionsstab hatte bis zuletzt seinen Sitz in der Martinek-Kaserne in Baden. Die Division stellte damals den wesentlichen Teil der mechanisierten Kräfte des Bundesheeres.

## Geschichte
Die Division wurde 1975 aufgestellt und 1991 im Zuge einer umfassenden Umgliederung des Bundesheeres aufgelöst. Mit der Neugliederung wurden die drei verbliebenen Panzergrenadierbrigaden (von denen die 9. Panzergrenadierbrigade (Götzendorf) 1998 aufgelöst wurde) dem Streitkräfteführungskommando direkt unterstellt.

## Gliederung
| 1 |
|   |

| 3 |
|   |

| 4 |
|   |

| 9 |
|   |

| 1 |
|   |

|  |  |  |
|  |  |  |

| 1 |
|   |

- 3. Panzergrenadierbrigade[2]
- 4. Panzergrenadierbrigade[2]
- 9. Panzergrenadierbrigade[2]
- Fernmeldebataillon 1[2]
- Heerespionierbataillon[2]
- Fliegerabwehrbataillon 1[2]

## Kommandeure
| Nr. | Name                            | Beginn der Berufung | Ende der Berufung |
| --- | ------------------------------- | ------------------- | ----------------- |
| 1   | Divisionär Johann Tretter       | 15. Juli 1975       | 1982              |
| 2   | Divisionär August Ségur-Cabanac | 1. November 1982    | 1. November 1987  |
| 3   | Divisionär Josef Marolz         | 1987                | 1991              |